# Simulium ghoomense
Simulium ghoomense är en tvåvingeart som beskrevs av Datta 1975. Simulium ghoomense ingår i släktet Simulium och familjen knott. Inga underarter finns listade i Catalogue of Life.